# 小熊维尼 (苏联)

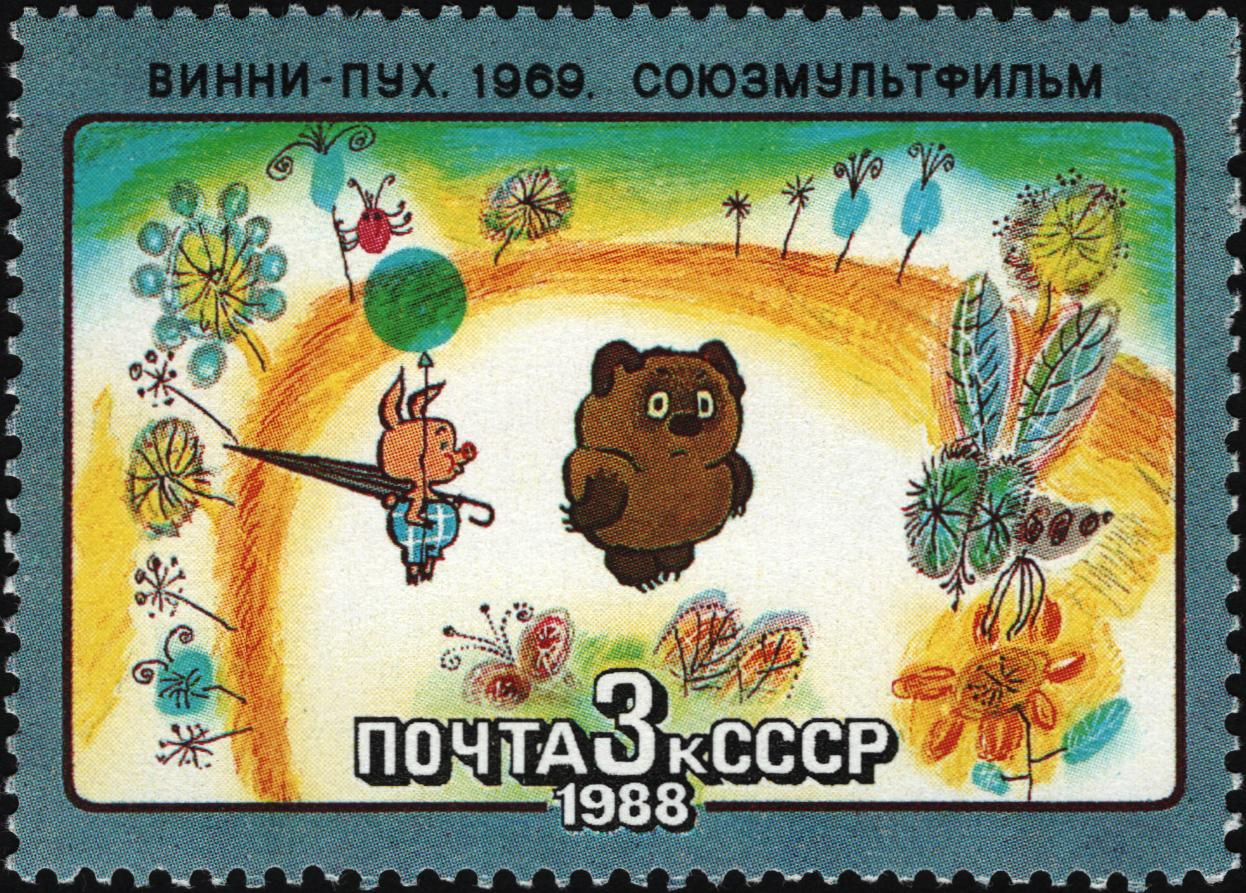
1988年苏联联盟动画电影邮票上的小熊维尼

《维尼·普》（俄语：Винни-Пух）是苏联联盟动画电影制片厂在1969－1972年间拍摄的系列动画电影，导演为费奥多·希德罗克。

## 影片
该片是根据艾倫·亞歷山大·米恩的《小熊維尼》原著改编，根据章节共拍摄有三部：
- 《维尼·普》（俄语：Винни-Пух，1969年）：第一章
- 《维尼·普拜访朋友》（俄语：Винни-Пух идёт в гости，1971年）：第二章
- 《维尼·普和烦恼的一天》（俄语：Винни-Пух и день забот，1972年）：第四和第六章